# 弗兰克·卡利切克
弗蘭克·卡利切克（德語：Frank Karlitschek；1973年7月25日—），生於在德國羅伊特林根，是德國的開放源碼軟體開發者。他出生在羅伊特林根，但生活在斯圖加特。

## 自由軟體
自2001年他成為一位KDE貢獻者，他主要工作在網路社群和美工團隊。自2003年以來卡利切克成為KDE e.V.的會員。2009年夏天，他當選為KDE e.V.董事會成員和副主席。
2001年，卡利切克開始建設KDE-Look.org 在 Akademy 2008，Frank Karlitschek 提出社會桌面。，開始並維護Open-PC、ownCloud和Open Collaboration Services項目。他也是openDesktop.org網站主要開發者和維護者。

## 外部連結
- Homepage of Frank Karlitschek （页面存档备份，存于）